# Walther Brecht (Jurist)

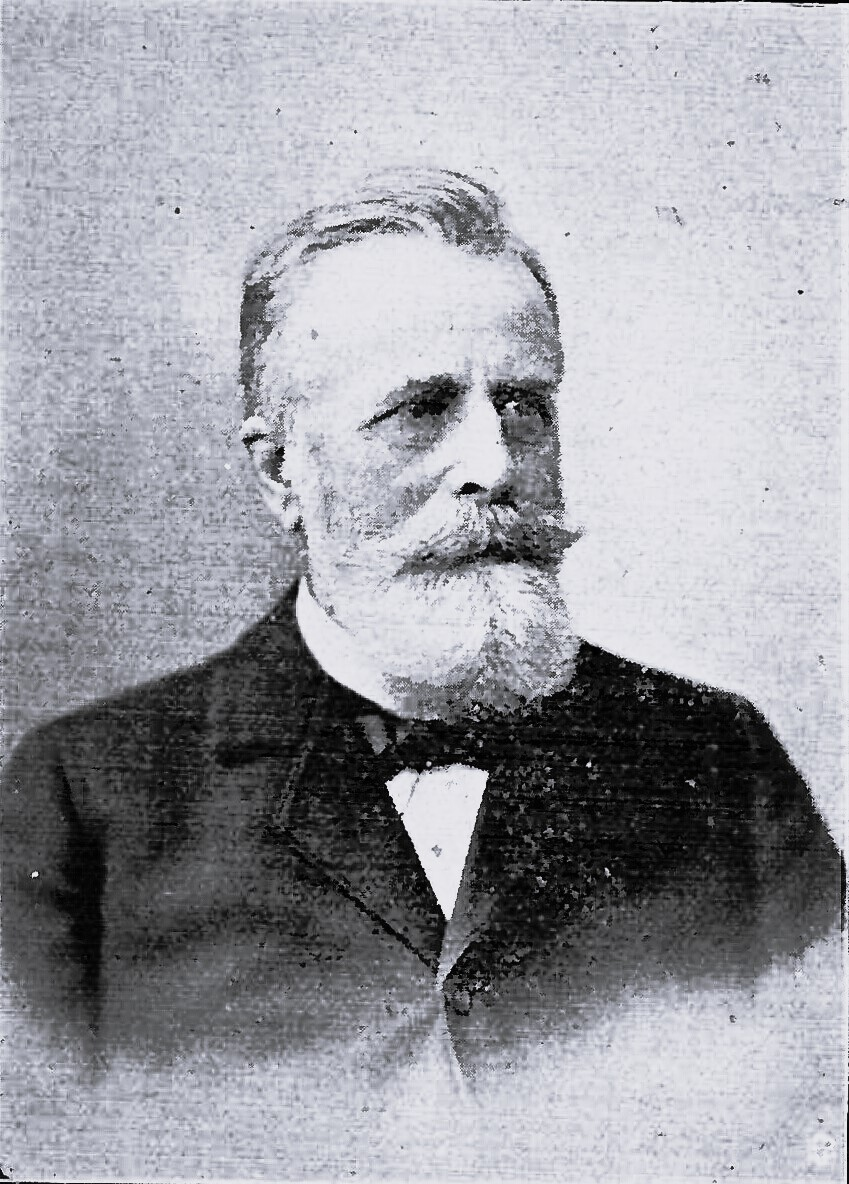
Walther Brecht

Ernst Walther Brecht (* 8. November 1841 in Aschersleben; † 10. November 1909 in Arosa) war ein deutscher Jurist und Direktor der Lübeck-Büchener Eisenbahn-Gesellschaft.

## Leben

### Herkunft
Walther Brecht entstammte väterlicherseits einer in Gröningen alteingesessenen Familie, sein Großvater – Sattlermeister Johann Heinrich Brecht (1766–1825) – arbeitete bereits dort und war der jüngste von vier Söhnen. Sein Vater, Christoph Heinrich Brecht (* 22. Oktober 1789 in Gröningen; † 29. Dezember 1872 in Rudolstadt), hatte mit seiner Ehefrau Ida geborene Schobelt (* 14. April 1806 in Kroppenstedt; † 23. März 1876 in Berlin) mehrere Kinder. Als Pastor führte er seine Familie ins Bürgertum und arbeitete zuletzt in Ochtmersleben.

### Laufbahn
Schon sein Vater bemerkte bei seinem Unterricht dessen großen Lerneifer. Brechts außerordentliches Gedächtnis legte eine gerne von seinem ältesten Bruder dargebrachte Erzählung nahe. Laut dieser konnte Walther schon in einem Alter, wo er noch kaum rein sprechen konnte, lange Abschnitte aus der Frithjofssage hersagen. Nach dem Unterricht durch seinen Vater schickte dieser ihn 1853 auf das Gymnasium nach Magdeburg. 1861 bezog er die Universität in Jena, wo er der Burschenschaft Arminia auf dem Burgkeller angehörte, dann Zürich und Berlin. Nach fünf Semestern des Studiums der Philologie wandte er sich dem der Rechts- und Staatswissenschaft zu. Sein historischer Sinn und seine sprachliche Begabung, namentlich auch seine Vorliebe für die alten Klassiker, waren wesentlich auf jene Studien zurückzuführen. Er legte 1867 sein Referendariatsexamen ab und diente als Einjährig-Freiwilliger. Danach nahm er sein Assessorstudium auf. Unterbrochen wurde dieses 1870 durch den Deutsch-Französischen Krieg, zu welchem er eingezogen und währenddessen er in den Reihen des V. Korps kämpfte. In der Schlacht bei Weißenburg tat er sich durch die Anregung eines Sturmangriffs aus einer gedeckten Schützenstellung heraus hervor. Hierfür wurde er mit dem Eisernen Kreuz ausgezeichnet. Die Verwundung, die er in der Schlacht erlitt, war jedoch so schwer, dass sie ihn dauerhaft felddienstuntüchtig machte. Nach erfolgter Genesung und Vollendung des unterbrochenen Assessorexamens musste er zunächst bis zum Ende des Krieges in Posen als Auditeur tätig sein und wurde dann Kreisrichter in Perleberg.
Sein späterer ihm damals noch fernstehender Schwiegervater Theodor Weishaupt hatte dem Bruder Brechts über dessen Bewerbung gesagt: „Ich schicke ihn zu Maybach, wenn er da fertig wird, kann ich ihn gebrauchen.“
So trat Brecht 1872 als Regierungsassessor in den Dienst der Verwaltung der Preußischen Eisenbahn in der Eisenbahndirektion Hannover in Hannover, dann Bremen, unter das Präsidium des späteren Ministers der öffentlichen Arbeiten.
1874 ging er als wissenschaftlicher Hilfsarbeiter zur Eisenbahnabteilung des Preußischen Handelsministeriums in das Auswärtige Amt, bevor er bei der Direktion der Oberschlesischen Eisenbahn in Breslau tätig wurde.
Als zweiter besoldeter Direktor (Technischer Direktor) trat Brecht am 1. Juli 1878 an die Stelle des auf eigenen Wunsch in den Ruhestand versetzten Hugo Klotz in die fünfköpfige Direktion der Lübeck-Büchener Eisenbahn-Gesellschaft (LBEG) ein. Während seiner Tätigkeit machte die LBE eine ununterbrochene Aufwärtsbewegung durch. Für das Einführen eines Durchgangszug-Verkehrs nach Kopenhagen wurden Brecht und Oberbetriebsinspektor Blumenthal 1883 vom König von Dänemark als Anerkennung zu Rittern des Dannebrogordens ernannt. Für die Verbindung nach Stettin erhielt er den Ernestinischen Hausorden, zum 50-jährigen Bestehen der Lübeck-Büchener Eisenbahn-Gesellschaft wurde er von Friedrich Franz IV. mit dem Ehrenkreuz des Greifenordens von Mecklenburg-Schwerin ausgezeichnet.
Als der Direktionsvorsitzende Anton Ferdinand Benda in den Ruhestand trat, wurde Brecht zum 1. Januar 1888 als dessen Nachfolger auch Vorsitzender Betriebsdirektor. Der Regierungs- und Baurat Hermann Textor, bis dahin Eisenbahndirektion Erfurt, komplettierte als technisches Mitglied die Direktion. Neben Textor sollten die Direktoren Carl Christensen, August Butterweck und die umfassend an Initiative reiche Arbeit von Udo von Alvensleben die Aufwärtsbewegung der Gesellschaft mittragen. Unter den bis 1906 andauernden primitiven Verhältnissen der Betriebsmittel leisteten sie Außerordentliches, und die Gesellschaft wuchs zu einem finanziell gefestigten und betriebstechnisch einwandfreien Institut heran. So entstand zum Beispiel in den Jahren 1881/82 die Lübeck-Travemünder Eisenbahn oder von 1901/02 die Verbindung von Lübeck nach Schlutup.
Auf der 41. ordentlichen Generalversammlung der LBE am 28. Mai 1890 schied Emil Wolpmann freiwillig aus deren Vorstand aus und wurde fast einstimmig durch Friedrich Heinrich Bertling ersetzt. Das Kapital wurde erhöht, wobei den Aktienbesitzern im Verhältnis 16:1 neue Aktien zu einem Vorzugspreis zustanden.
Der Gemeinnützige Bauverein wählte Brecht am 26. April 1895 zu einem Ersatzmann seines Schiedsgerichtes.

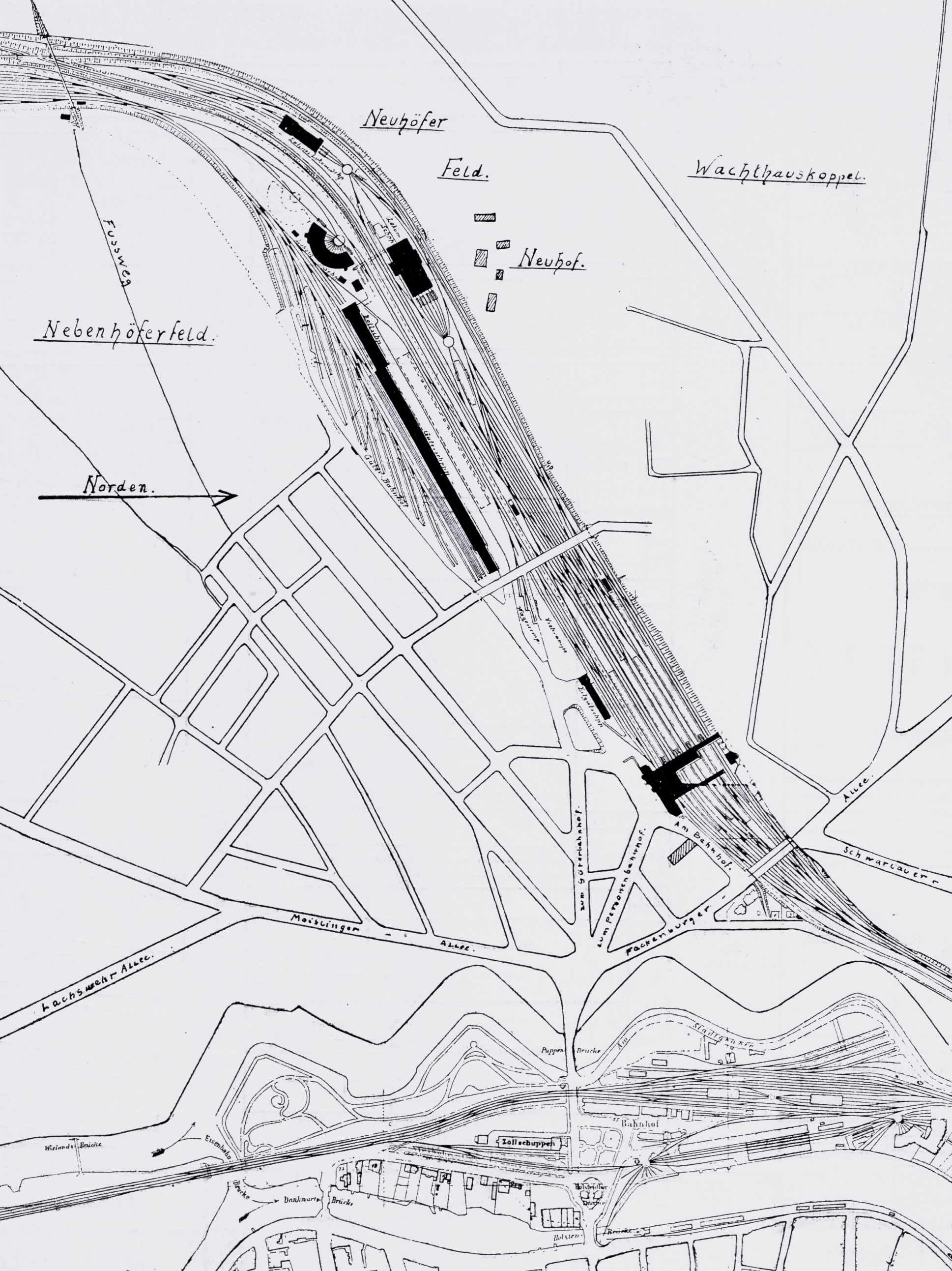
Lageplan der Anlagen (1908)

Auf der Versammlung des Vaterstädtischen Vereins am 29. April 1896 referierte Johann Heinrich Evers über die Zukunft des Lübecker Hauptbahnhofs. Von den hierzu angedachten Projekten kamen nur zwei in Betracht:
1. Das sogenannte Rethteichprojekt sah anstelle einer Kopfstation in der Nähe des Lindenplatzes eine Durchgangsstation in der Nähe des Schützenhofes vor.
2. Eine Hochlegung der Bahn auf die Wallhalbinsel, wobei der Personenbahnhof nach der Bastion Katze käme, während der Güterbahnhof an seiner gegenwärtigen Stelle verbliebe

Doch Brechts Wirken war nicht allein für das lübeckische Eisenbahnwesen überaus bedeutungsvoll. Einen ebenso großen, wenn nicht noch erheblich größeren Einfluss übte er auf die Förderung des deutschen Eisenbahnwesens überhaupt durch seine Tätigkeit im Verein Deutscher Eisenbahnverwaltungen aus. Dieser Teil seiner Arbeit entzog sich dem Blick der Öffentlichkeit und war nur in Fachkreisen bekannt. Brecht erhielt Einfluss auf die Weiterentwicklung der gesamten deutschen Eisenbahnindustrie. 1890 zeichnete ihn, wie man dem Deutschen Reichs-Anzeiger und Königlich Preußischen Staats-Anzeiger am 6. Juni des Jahres entnehmen konnte, der König von Preußen mit dem Roten Adlerorden 3. Klasse aus. 1895 wurde er als Vorsitzender eines ein Wagenübereinkommen überarbeitenden Fachausschusses mit der Überarbeitung der Festlegung der Wagenführungen zwischen den jeweiligen Eisenbahnverwaltungen beauftragt und legte diese 1896 vor. Als Anerkennung hierfür berief ihn der König von Preußen anlässlich des 50-jährigen Bestehens des Vereines zum Geheimen Regierungsrat.
Am 30. Juni 1903 wurde dem Direktor der LBE von etwa 1400 Beamten aus Anlass seiner 25-jährigen Tätigkeit ein Fackelzug dargebracht. Hieran schloss sich eine Zusammenkunft im Konzerthaus an. Am nächsten Tag wurde ihm von vielen Mitgliedern des Senats und der Handelskammer gratuliert.
Unter Brecht wurde die Strecke nach Hamburg im Zuge der Verlegung vom Lübecker Bahnhof in den neuen Hauptbahnhof zweigleisig ausgebaut. Für seine Umgestaltung der Bahnanlagen der LBE wurde ihm zur Bahnhofseröffnung der Rote Adlerorden 2. Klasse und auf dem Krönungs- und Ordensfest am 18. Januar 1907 der Königliche Kronen-Orden 2. Klasse verliehen.
Als im darauf folgenden Jahr der nach den Entwürfen von Fritz Klingholz errichtete lübeckische Hauptbahnhof eröffnete, wurde Brecht abermals durch den Großherzog von Mecklenburg-Schwerin, jetzt mit dem Komturkreuz des Greifenordens, ausgezeichnet.
Analog zu Brechts Baulichen Reorganisationen von Bahnanlagen der Gesellschaft in Wandsbek und Oldesloe modernisierten sich auch deren Bahnhöfe.
Infolge Brechts großer Vielseitigkeit auf dem Gebiet der Verwaltung und der Finanzen verstand er es auf den Erwerb gerichtete Bestrebungen der von ihm geleiteten Körperschaft mit den Interessen der Allgemeinheit zu vereinigen. Ihm gelang es, die Bestrebungen der preußischen Eisenbahnpolitik gegenüber den Privatbahngesellschaften auf dem Verhandlungsweg auszuschalten und der LBE durch die Pflege des Güterverkehrs neue Werte zu sichern.
Ab dem Frühjahr 1909 plagte Brecht ein schweres Lungenleiden und sein Gesundheitszustand verschlechterte sich dramatisch. Heilung suchend entsandte man ihn zunächst nach Wiesbaden und später in die Plessur-Alpen der Schweizer Berge auf Kur. Eines Vormittags verstarb er dort in Folge eines Blutsturzes.

### Öffentliches Leben
In die lübeckische Öffentlichkeit trat Brecht erstmals, als auf der Versammlung der Gesellschaft zur Beförderung gemeinnütziger Tätigkeit am 19. Januar 1881 der Direktor mitteilte, dass Brecht als Mitglied der Gesellschaft aufgenommen worden sei.

#### Politik
Auch am reichs- und kommunalpolitischen Leben der Hansestadt nahm Brecht teil. Reichspolitisch gehörte er der Nationalliberalen Partei und kommunalpolitisch deren Orts- und Zentralvorstand an. Er war lange geistiger Führer der nationalliberalen Sache in Lübeck und zeitweise in deren Gesamtvorstand. Seit 1885 war er ein geschätztes Mitglied der Bürgerschaft. Hier war er wiederholt ein Mitglied des Bürgerausschusses sowie auch sehr häufig in Kommissionen der Bürgerschaft und des Bürgerausschusses tätig. Dort war er kein Mann des schnellen Handelns, sondern der reiflichen Überlegung.
Der Antrag auf die Erweiterung der Zentralstation für elektrische Beleuchtung mit einem Kostenaufwand von 153.700 Mark wurde an die aus Brecht, Siegfried Mühsam, Theodor Schorer, Otto Blunck und Heinrich Heickendorf bestehende Kommission verwiesen.
Die Senatsanträge auf die Herstellung einer Klappbrücke für Fußgänger über den Stadtgraben bei der Drehbrücke der Eutiner Bahn sowie die Herstellung von Lagerplätzen bei der Rodenkoppel und Erweiterung der Abgrabungen vom sogenannten Chimborassowall und Nachbewilligung zu den bereits genehmigten Erdarbeiten auf der Wallhalbinsel sowie der Herstellung eines Lösch- und Ladeplatzes für die Vorstadt St. Lorenz in Verbindung mit dem Schlachthaus und einem demnächst herzustellenden Viehhof und der Antrag auf hydraulische Einrichtungen auf der Wallhalbinsel für den neuen Hafenteil wurden an eine aus Brecht, Friedrich Heinrich Bertling, Friedrich Wilhelm Schwartzkopf, Emil Possehl, Blunck und Burmester mit Schulz, Hermann Rittscher und Heinrich Görtz als Ersatzmänner gebildete Kommission überwiesen.
Bereits am 22. Mai 1891 hatte sich eine Versammlung von Mitgliedern des Vaterstädtischen Vereins im Marien Quartier und der Vorstadt St. Lorenz mit den anstehenden Neuwahlen der Bürgerschaft beschäftigt. Unter Heickendorfs Leitung wurden für die Gewerbetreibenden J. A. C. Busson, J. H. Th. Peters und Schwartzkopf, für die Kaufleute Brecht, Otto Gusmann, C. Hartung und Possehl, sowie als Gelehrte Ferdinand Fehling und Franz Louis Georg Wichmann als Kandidaten aufgestellt. Aus den vier Wahlbezirken der Stadt wurden 30 Vertreter ausgewählt. Bei der am 22. Juni im Wahlbezirk III durchgeführten Wahl wurden alle Kandidaten des Vaterstädtischen Vereins, mit Ausnahme von Hartung, von der Mehrheit der Wahlberechtigten für richtig erkannt und gewählt.
Zur Fortsetzung der Beratung des Beamtenbesoldungsetats wurde zum 23. November 1892 eine außerordentliche Versammlung des Bürgerausschusses anberaumt. Der Senat erklärte zuvor mit Rücksicht auf die vom Ausschuss vorgeschlagene Gehaltsnormierung, dass er es für geboten hielte, diese auch für die juristischen Oberbeamten und Richter eintreten zu lassen. Der Ausschuss beschloss daraufhin, diese Angelegenheit an eine siebenköpfige Kommission – Brecht, Görtz, Johann Heinrich Evers, Harms, Pries, Johannes Nicolaus Heinrich Rahtgens und Alfred Stooß – weiterzuleiten.
Eine aus Johannes Daniel Benda, Wilhelm Brehmer, Brecht, Hermann Wilhelm Fehling, Görtz, Blunck und Rathgens bestehende Kommission wurde am 30. November 1892 zur Vorberatung des Staatsbudgets eingesetzt.
Im April 1893 wurden für die anstehenden Bürgerschaftswahlen neue Wahlvorstände gewählt. Für den Wahlbezirk III wählte man Blunck zum Vorsitzenden und Brecht zu dessen Stellvertreter. Beisitzer wurden H. W. Behn, J. J. H. Blank, Joachim Heinrich Johann Brüning, C. Hartung, Ed. Jappe, Heinrich Thiel, Stellvertreter Eduard Friedrich Ewers, R. Fromm, Hermann Genzken, E. G. F. Mielenz, Konsul Rehder und P. Steen.
Im am 17. Mai 1893 zusammengetretenen Bürgerausschuss wurde die Zuweisung eines 6 Meter breiten Wegelandes an die Eisenbahnverwaltung bewilligt. Der Senatsantrag betreffend Forstdiebstahl und die Feld- und Forstpolizei wurde an eine aus Georg Heinrich Thöl, Stooß, Kahl, Brecht und Friedrich Eduard Schacht mit Marty und Rittscher als Ersatzmännern bestehende Kommission überwiesen. Im selben Jahr wurde der Erlass eines revidierten Gesetzes zur Abgabe für Grundstücksveräußerungen an eine aus Dr. Sommer, Brecht und Schacht mit Georg Adam Schickedanz als Ersatzmann bestehende Kommission verwiesen.
Das Budget der Wohltätigkeitsanstalten für das Jahr 1894 wurde der Bürgerschaft am 29. November 1893 zur Genehmigung empfohlen, das der Staatskasse an eine aus Bertling, Brecht, Schön, Sommer, Schorer, Stooß und Schickedanz mit den Ersatzmännern Lange, Mühsam und Gusmann bestehende Kommission überwiesen.
Der auf der Versammlung des Bürgerausschusses beantragte Erlass eines Berggesetzes wurde an eine aus Brecht, Stooß, Schacht, Evers und Max Jenne bestehende Kommission verwiesen.
Bei den Bürgerschaftswahlen am 21. Juni 1897 hatten im Wahlbezirk III von 1221 Wahlberechtigten 907 (74,3 %) gewählt. Von denen stimmten 343 geschlossen für die Kandidaten des Vaterstädtischen Vereins, 142 für den Verein zur Förderung des Erwerbs des Bürgerrechts und 140 für die Liste der Sozialdemokraten. Brecht erhielt 440 Stimmen.
Auf der vom Vaterstädtischen Verein im Bürgerverein am 28. Mai 1903 abgehaltenen Quartierversammlung für die anstehenden Bürgerschaftswahlen wurden vorgeschlagen: Johannes Becker, Hofstaeter, August Leverkühn, Wichmann, Behn, Brecht, Gusmann, Mangels, Strack, Borgwardt, Bussen, Hübner, Miesner, Schwartzkopf und Kapitän Steffen.

#### Reichsverein
Bei der Konstituierung des Reichsvereins durch gemäßigt liberale Wähler aus Stadt und Land wurde Hermann Lange (Präses der Handelskammer) zum Vorsitzenden, die Herren Gotth. Joach. Georg Schwartzkopf und der Schulvorsteher Max Hoffmann als dessen Stellvertreter gewählt. Durch Freie Wahl unter den Anwesenden wurden statutengemäß in den Vorstand gewählt: C. H. Th. Blech, Jürgen Peter Bade (Schlutup), Brecht, Emil Ferdinand Fehling, J. H. E. Fust, Johs. Krüger, H. H. Ch. Krützmann (Poggensee), Robert Peacock (Arzt) und August Siemsen. Schriftführer wurde Johann Wilhelm Plessing. Nach Ablauf der Amtszeit wählte man Brecht per Akklamation wiederholt wieder.
Auf der Generalversammlung im Casino am 28. März 1890 wählte man Brecht zum Stellvertretenden Vorsitzenden. Die Generalversammlung am 18. März 1892 wählte ihn wieder in seinen Vorstand.
In seinem Festvortrag auf dem am 26. Januar 1893 im lübeckischen Kaisersaal am Vorabend des Kaisergeburtstags stattgefundenen Kommers des Reichsvereins sprach Brecht über das Wohlergehen der Hansestadt. Dieses werde seinen Ausführungen zufolge durch den Elbe-Trave-Kanal auf neuen Bahnen zu neuer Größe und Blüte gelangen. In seiner Festrede auf den Kaiser auf der Vorfeier im nächsten Jahr wies er darauf hin, dass dieser, wie bereits sein Vater und Großvater, die Verkörperung des Reichsgedankens wäre und unparteiisch die Gleichberechtigung der großen Zweige der wirtschaftlichen Tätigkeit hochhielte.
Auf der Versammlung am 24. Oktober 1894 berichtete Brecht über die auf dem nationalliberalen Delegiertentag in Frankfurt am Main gefassten Resolutionen:
- Bekämpfung der Umsturzbewegungen durch gesetzliche Maßregeln unter gleichzeitiger Besserung des Loses der unteren Klassen
- die Polenfrage
- Stärkung der Reichseinnahmen durch Erhöhung von Reichssteuern und Eröffnung neuer Finanzquellen
- Erhaltung und Förderung des Mittelstandes, insbesondere des bäuerlichen, sowie des gewerblichen durch Unterstützung des Innungswesens und Errichtung von Fachschulen und Gewerbekammern
- kräftigere und zielbewusstere Vertretung deutscher Interessen in der Kolonialpolitik[40]

Anknüpfend an den kürzlichen sozialdemokratischen Streit und die Frage „ob sich dasselbe auf mehr als rein taktische Fragen der Partei erstrecke“, gab Brecht am 12. Dezember 1894 einen Überblick über die Entwicklung des sozialdemokratischen Parteiprogramms. Hierbei hob er besonders den Gegensatz der dem Staatssozialismus zuneigenden Lassalleschen Richtung gegenüber der international-revolutionären Doktrin der auf dem Boden des Kommunistisches Manifests stehenden Marx-Engelsschen Schule hervor.

#### Berufsgenossenschaft der deutschen Privat-Eisenbahnen
Die Verwaltung der Berufsgenossenschaft der deutschen Privat-Eisenbahnen befand sich in Lübeck. Brecht, der deren Vorstandsmitglied war, wurde 1885 ihr Vorstandsvorsitzender.

#### Hanseatische Versicherungsanstalt für Invaliditäts- und Altersversicherung

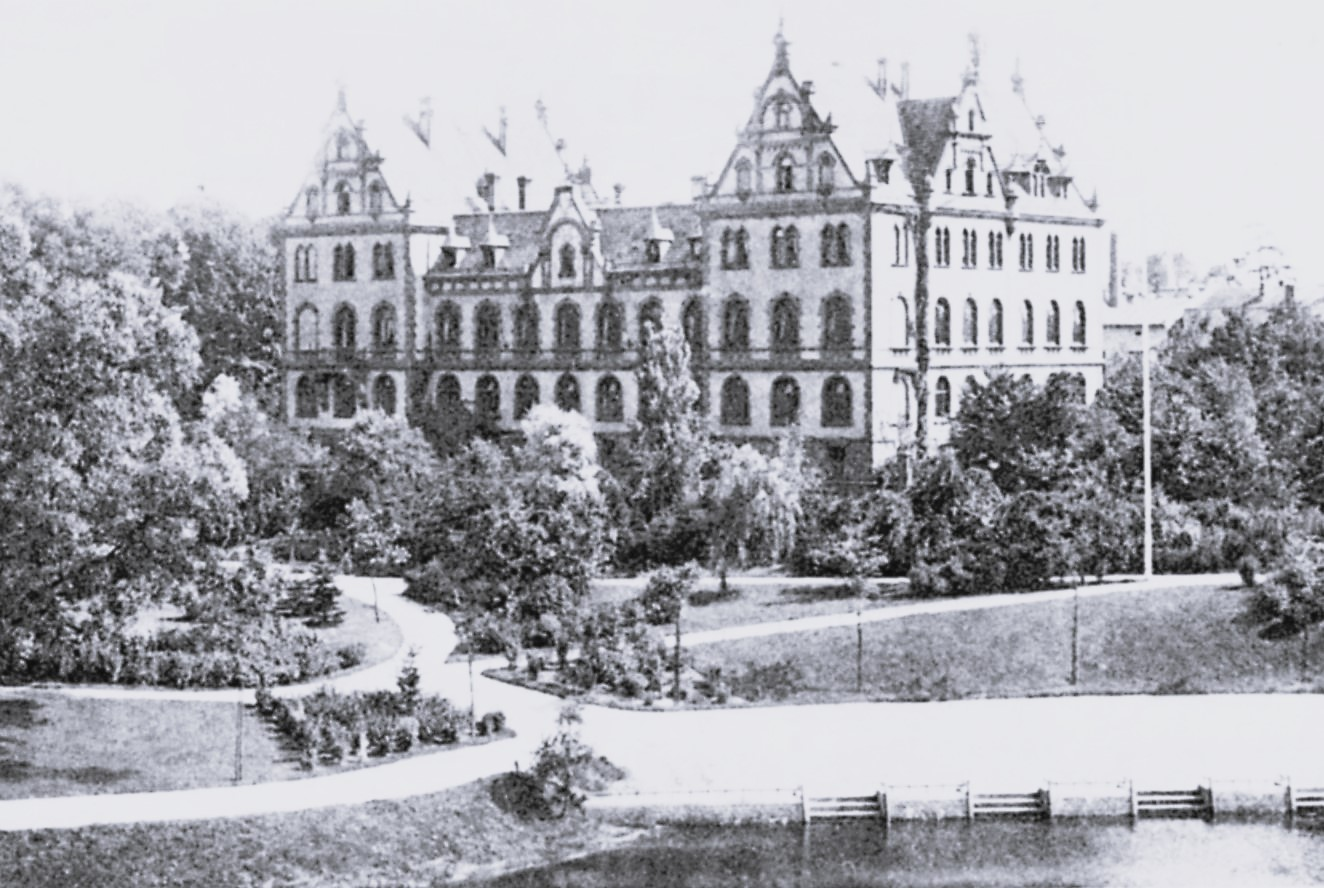
Hanseatische Versicherungsanstalt für Invaliditäts- und Altersversicherung

Als Ausgleich für den Verlust des Oberappellationsgerichts erhielt Lübeck 1890 aufgrund des Einsatzes von Senator Karl Peter Klügmann (NLP) nach Erlass des letzten großen Sozialversicherungsgesetzes unter Bismarck den Sitz der Hanseatischen Versicherungsanstalt für Invaliditäts- und Altersversicherung für die Beschäftigten in den drei Hansestädten Hamburg, Bremen und Lübeck. Hermann Gebhard (NLP), Mitglied der Bremer Bürgerschaft und zudem bis 1891 Mitglied im Reichstag, wurde zu deren Leiter ernannt. Brecht und ihn sollte eine enge Freundschaft verbinden.
Im August 1890 sollte durch die Wahl von weiteren Ausschussmitgliedern die Organisation vervollständigt werden. Den Vorstand sollten mindestens 5 Arbeitgebervertreter und ebenso viele Vertreter der Versicherten bilden. Für jeden der Vertreter war ein erster und zweiter Ersatzmann aufzustellen. Die Wahl erfolgte durch Krankenkassenvorstände auf fünf Jahre. Als weiterer Arbeitgebervertreter Lübecks wurde der Dampfmühlenbesitzer Henry Martens, als sein erster Stellvertreter Brecht sowie der Architekt und Maurermeister Carl Blunck als zweiter Stellvertreter gewählt. Lübeck war der Wahlbezirk III und stellte je elf Vertreter.

### Beisetzung
Am 16. November 1909 setzte sich der Trauerzug der Beamten und Angestellten der LBE und der in Lübeck mündenden Eisenbahnen auf dem Platz zwischen dem von Brecht mit geschaffenen Gebäude des Hauptbahnhofs sowie dem neuen Verwaltungsgebäude in Bewegung. Dem ersten Teil des Zuges wurden die in großer Anzahl eingegangenen Kränze und Blumengestecke vorangetragen.
Pastor Christian Marth, seit dem 17. Oktober 1909 Hauptpastor der St.-Marien-Gemeinde, hielt in der Grabkapelle des Allgemeinen Gottesackers die Trauerrede. Auf den Weg zum Grab standen etwa 1000 Schaffner und Eisenbahnarbeiter Spalier.
Zu seinem Begräbnis hatte sich eine große Anzahl von Deputationen eingefunden. Die Großherzoglich Mecklenburgische Friedrich-Franz-Eisenbahn, auf ihren Gleisen fuhren die Züge in Richtung Stettin oder über Warnemünde nach Kopenhagen, war mit dem Generaldirektor, Geheimen Baurat und Geheimen Rat, die Eutin-Lübecker Eisenbahn mit ihrem Eisenbahndirektor, die Eisenbahndirektion Altona, in deren Bezirk die LBE fuhr, mit ihrem Präsidenten anwesend. Des Weiteren waren vertreten das Eisenbahnsekretariat des Senats in Person von Evers und Senatssekrekär Geise, Bürgerschaft, Bürgerausschuss, der Verwaltungsausschuss für Gemeindeanstalten, Postamt, Landesversicherungsanstalt, Handelskammer, Hermann Otte, Direktor der Commerz-Bank in Lübeck, die Lübecker Privatbank, Nationalliberaler Verein, Reichsverein, die Gemeinde Schlutup, Liederkranz „Concordia“, …
Eine große Anzahl Eisenbahnbeamter aus der engeren und weiteren Umgebung, sie waren in Extrazügen angereist, hatte sich eingefunden. An seinem Grab legte u. a. jede Station, die ihm einmal unterstellt war, einen Kranz nieder.

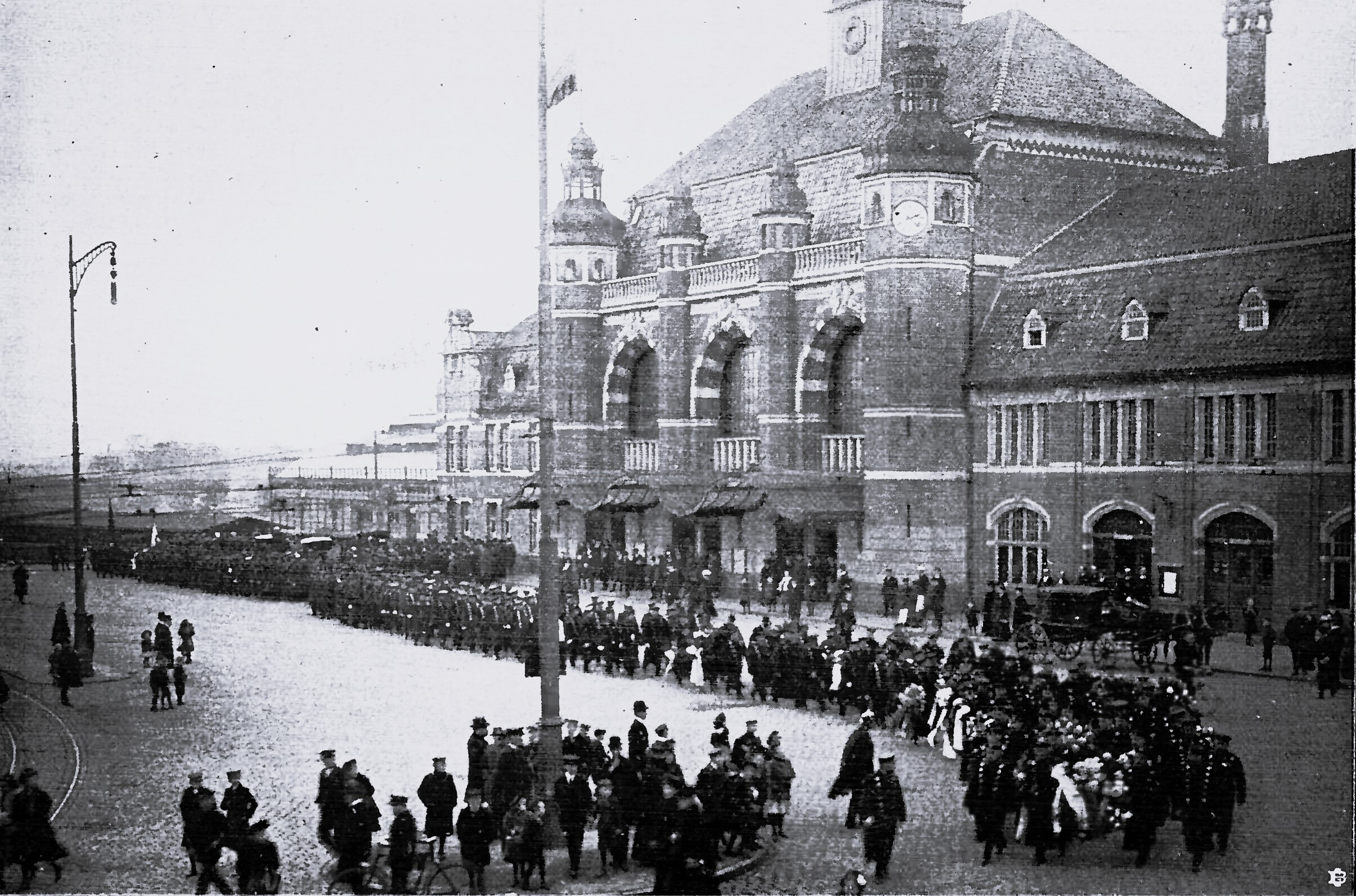
Abmarsch des Trauerzuges der Eisenbahnbeamten vom Bahnhof
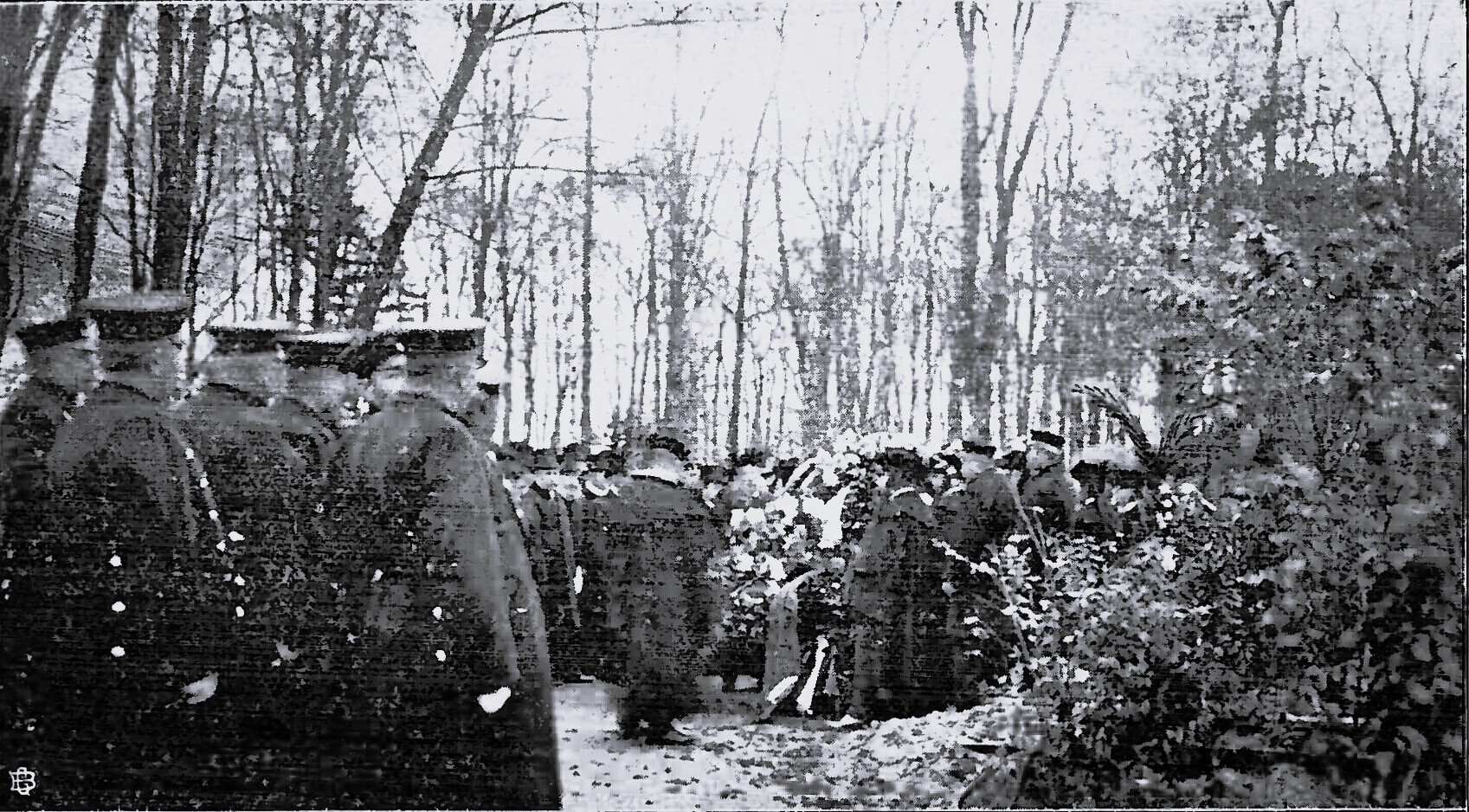
Der Sarg wird in die Erde gesenkt

### Familie

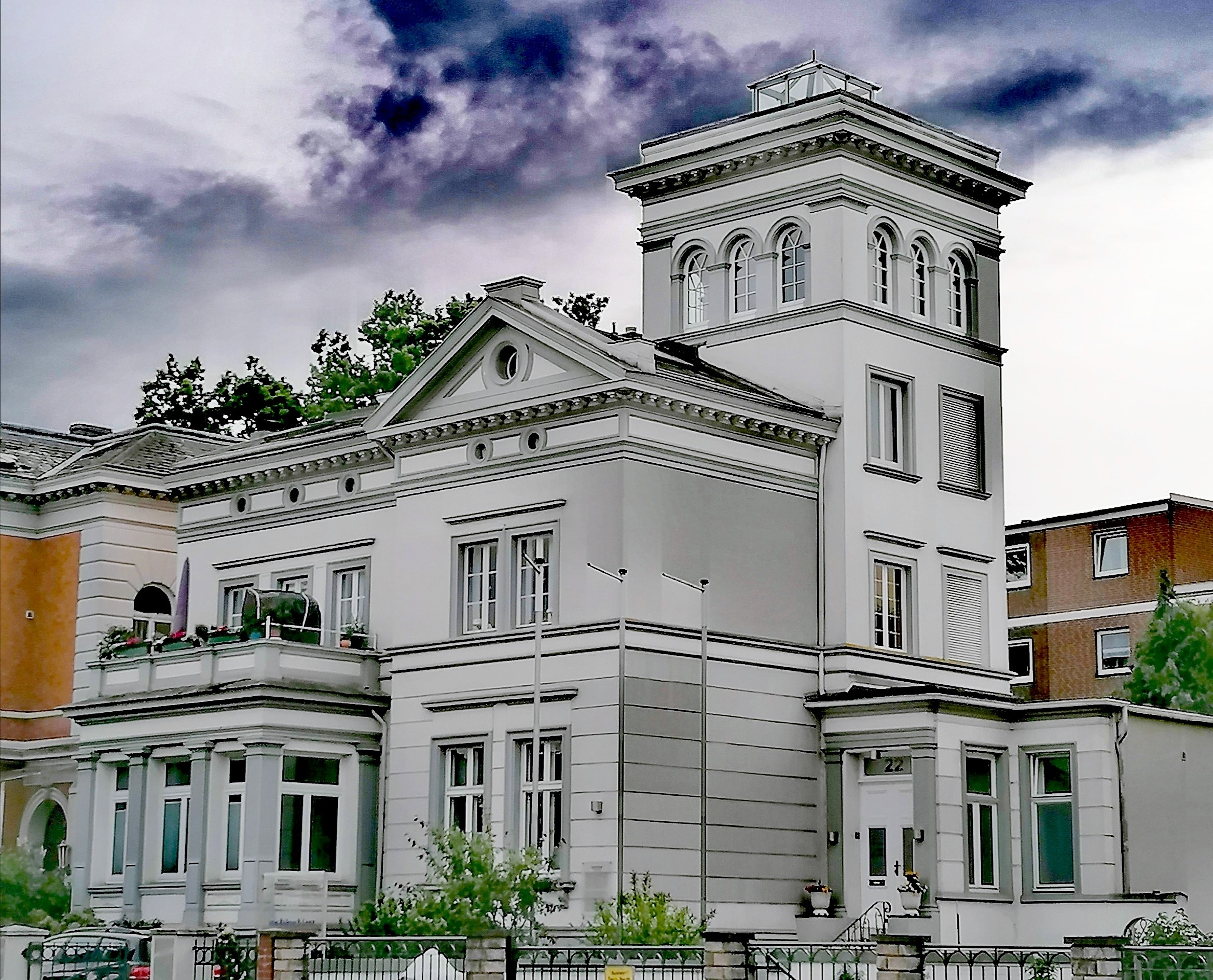
Moislinger Allee 22

Brecht heiratete 1877 in Berlin Regina Erdmuthe Marie (* 9. Juni 1856 in Weißenfels; † 8. März 1928 in Berlin). Aus der Ehe gingen fünf Kinder hervor, zwei Töchter und drei Söhne.
- Editha (1878–1957) heiratete den Verwaltungsjuristen Martin Richter.
- Gustav (1880–1965) war als Maschinenbauingenieur in der Energiewirtschaft tätig, insbesondere im Vorstand der Rheinbraun.[50]
- Arnold (1884–1977) war als Jurist ein leitender Beamter der Weimarer Republik, emigrierte dann in die Vereinigten Staaten und wirkte nach dem Krieg beratend an der Ausarbeitung des Grundgesetzes mit.

In Lübeck bewohnte die Familie zunächst das Haus Mühlenbrücke 868, ab 1884 das Haus Musterbahn 1, ab 1885 das Haus Roeckstraße 1 und schließlich ab 1887 das Haus Moislinger Allee 22.
Bei Brechts Tod wohnte nur noch sein jüngster Sohn im Elternhaus.